# إيكاتيريني ساكيلاروبولو
إيكاتيريني ساكيلاروبولو (باليونانية: Κατερίνα Σακελλαροπούλου)‏ (و.30 مايو 1956 - )، قاضيّة وسياسيّة يونانية، وهي رئيسة اليونان منذ 13 مارس 2020 خلفا لبروكوبيس بافلوبولوس، وهي أول امرأة ترأس البلاد في تاريخ اليونان.

## حياتها
ولدت في سلانيك، درست الحقوق في جامعة أثينا، وأكملت دراسات عليا في القانون في جامعة بانتيون أساس، في منتصف الثمانينيات، تم قبولها في مجلس الدولة وتمت ترقيتها إلى منصب مستشار عام 2000، وفي أكتوبر 2015 تم تعيينها نائبة لرئيس مجلس الدولة، ثم تم انتخابها بالإجماع في أكتوبر 2018 رئيسة للمجلس.

## ترشحها وانتخابها للرئاسة
في 15 يناير 2020، رشحها رئيس الوزراء اليوناني، كيرياكوس ميتسوتاكيس، لمنصب رئيس الجمهورية، وتم انتخابها في 22 يناير 2020 مع تصويت 261 نائبًا لصالحها من أصل 300 نائب يُشكلون البرلمان اليوناني، وأدت اليمين الدستورية في 13 مارس 2020 وهو نفس يوم انتهاء ولاية بروكوبيس بافلوبولوس.